# Les Amours de Paris
Pour plus de détails, voir Fiche technique et Distribution.
Les Amours de Paris est un film français réalisé par Jacques Poitrenaud et sorti en 1961.

## Synopsis
À la suite d'un accident de voiture sans gravité, des évènements imprévus s'enchaînent dans les rues de Paris.

## Fiche technique
- Réalisation : Jacques Poitrenaud
- Scénario : Paul Andréota
- Photographie : Jacques Robin
- Musique : Jean Ledrut
- Société de production : Films Matignon
- Pays de production :  France
- Genre : Comédie
- Durée : 90 minutes
- Date de sortie : France - 10 février 1961
- Affiche : André Bertrand, Clément Hurel (France)

## Distribution
- François Périer : Maurice Lasnier
- Nicole Courcel : Nicole Lasnier
- Harold Kay : Le médecin / Docteur
- Perrette Pradier : Françoise Morel
- Darry Cowl : Gimenez
- Bernard Woringer : Jacques
- Yane Barry : Claudine
- Mathilde Casadesus : L'infirmière-major
- Lisa Jouvet
- Lisette Lebon
- Rodolphe Marcilly
- Henri Tisot.